# داء الاصطباغ الدموي الوراثي
الاصطباغ الدموي النوع 1 (أو الاصطباغ الدموي الوراثي) (أو الصباغ الدموي ذو الصلة الوراثية) (أو داء ترسب الأصبغة الدموية الوراثي من النوع 1) (أو داء ترسب الأصبغة الدموية المرتبط بـالجين HFE)، هو مرض وراثي يتميز بفرط امتصاص الحديد من الغذاء في الأمعاء مما يؤدي إلى زيادة غير طبيعية في مخزون الجسم من الحديد. فالإنسان (مثل معظم الحيوانات) لا يملك وسيلة تخلصه من الحديد الزائد عن حاجته، باستثناء النساء في فترة الحيض حيث تؤدي الدورة الشهرية بالنسبة للمرأة العادية إلى فقدان 3.2 ملغ من الحديد.
يتراكم الحديد الزائد في الأنسجة والأعضاء مما يعطل وظيفتها الطبيعية، وتشمل أكثر الأعضاء حساسية لمستويات الحديد المرتفعة: الكبد والقلب والبنكرياس والجلد والمفاصل والغدد التناسلية والغدة الدرقية والغدة النخامية. كما يمكن للمرضى أن يصابوا بتليف الكبد أو التهاب المفاصل المتعدد أو قصور الغدد التناسلية أو قصور القلب أو مرض السكري.
هناك 5 أنواع من داء ترسب الأصبغة الدموية الوراثي وكلها ناجمة عن طفرات جينية:
- النوع 1 (Haemochromatosis type 1)

- النوع الثاني (2 أ ، 2 ب)، المسمى داء ترسب الأصبغة الدموية في الأحداث (Juvenile hemochromatosis).
- النوع الثالث (داء ترسب الأصبغة الدموية من النوع 3)(Haemochromatosis type 3).
- النوع الرابع (داء ترسب الأصبغة الدموية من النوع 4) (Haemochromatosis type 4)
- النوع الخامس (داء ترسب الأصبغة الدموية من النوع 5) (Haemochromatosis type 5)

داء ترسب الأصبغة الدموية الوراثي هو الأكثر شيوعًا وارتباطا بشكل فريد بجين HFE، وهو أكثر شيوعًا بين أولئك المنحدرين من أصول أوروبية شمالية ولا سيما من شعوب القلط. يورث المرض في نمط وراثي جسمي متنحي، مما يعني أن كلا نسختي الجين في كل خلية بها طفرات. غالبًا ما يكون لدى والدي الشخص المصاب باضطراب صبغي جسدي متنحي نسخة واحدة من الجين المعيب لكن لا تظهر عليهما أي علامات أو أعراض، في هذه الحالة يُشار إلى الوالدين بأنهما ناقلين للمرض.

## فسيولوجية المرض

التوزيع الطبيعي لمخزون الحديد في الجسم

عندما كانت عملية تنظيم استقلاب الحديد غير مفهومة تماما، كانت معرفة تكون خلايا الدم الحمراء غير معروفة أيضا. وكشف فريق من العلماء عن عيب في مورثة المرض HFEناتج عن طفرة وراثية تسبب في اذدياد معدل امتصاص الحديد في الأمعاء الدقيقة. وعادة يسهلHFE ربط الترانسفيرين وهو البروتين الناقل للحديد في الدم. وترتفع مستويات الترانسفيرين في الدم في فترة نفاد الحديد من الدم (انخفاض مستويات الفيريتين يحفز تحررالترانسفيرين من الكبد). وعندما يرتفع مستوى الترانسفيرين يعمل HFE على ذيادة انتقال الحديد من الأمعاء إلى الدم. عندما يتحور HFE ، تترجم لأمعاءعلى الدوام إشارة قوية للترانسفيرين تنبئى بنقص الحديد في الجسم. وهذا يؤدي إلى امتصاص أكبر كمية من حديد الغذاء المهضوم والحديد المخزون في الأنسجة. ومع ذلك فان 0HFE ليس سوى جزء من القصة، لأن العديد من المرضى ذوى {HFE} المتحور لايستطيعون تخزين الحديد الزائد، وبعض المرضى الذين يعانون من ذيادة الحديد الزائد لديها النمط الوراثي {0HFE} العادي. وثمة تفسير محتمل الحدوث هو أن HFE يلعب عادة دورا في إنتاج الهبسيدين في الكبد، وهي وظيفة ناتجة عن طفرة ضعيفة في HFE.
والافراد ذوى الجينات التي تعجز عن التنظيم الطبيعى للحديد يعجزون عن خاصية تقليل امتصاصه من الأمعاء رغم تركيزه العالى في اجزاء الجسم المختلفة. ولذلك يزداد مخزون الحديد فيالجسم. وعندما يزداد معدل تخزين الحديد فان الكمية التي تم تخزينها في البداية في شكل فيريتين ترسب في الأعضاء على هيئة هيموسيديرين وهو مركب سام يضر بالانسجة، ومن المحتمل ان يقلل تاثيرة ولوجزئيا عن طريق الاكسدة المحفزه للحديد غيرألمؤكسد ولهذا فان اعراض داء الاصطباغ الدموى (مثل تليف الكبد وضعف الحركة)تشترك مع غيرها من الأمراض مثل «امرض العامل ألمؤكسد» كمرض ويلسون وتسمم المنجنيز المزمن ومتلازمة افراط افراز انزيم حمض اليوريك في الكلاب الدلماسية. ويتبع هذا لتجربة «البرنزة».

## المصطلح
ويستخدم مصطلح «الاصطباغ الدموي (هيموكروماتوزيز» من قبل العديد من المصادر المختلفة في العديد من الطرق المختلفة.
استخدمت في كثير من الأحيان لتضمينها أو ربطها بجينات HFE. لعدة سنوات، وكان HFE الجين الوحيد المعروف المرتبط بالاصطباغ الدموي (هيموكروماتوزيز، ومصطلح «الاصطباغ الدموي (هيموكروماتوزيز الوراثي» استخدم لوصف نوع الاصطباغ الدموي (هيموكروماتوزيز 1. ولكن توجد الآن مجموعة اراء وراثيه تختلف عن سابقاتها وهي ألاكثر عمومية للجمهور لانها تتضمن مفهوم HFE.
وكان يفهم مصطلح "الاصطباغ الدموي (هيموكروماتوزيز) من سياقاته حيث لم يكن هناك ارتباط معروف لتراكم الحديد وراثيا. ومع ذلك لوحظ في بعض الحالات أن تنجم الحالة، نيجة للسلوك المتبع في امجتمعات، والترابط الجينى، كما هو الحال في ذيادة الحديد عند ألافارقة.

## تاريخ المرض
أول وصف للمرض كان في عام 1865 من قبل أرماندتروزيو في تقريره عن مرض السكري في مرضى تصطبغ جلودهم ببقع برنزية اللون لم يقرن تروزيو داء السكر بتراكم الحديد وفي عام 1890 توصل فريدريك فون إلى ان ارتشاح البنكرياس للحديد قديؤدى لتعطل وظيفة الغدد الصماء مما ينجم عنه مرض السكري

## العلامات والأعراض
الصطباغ الدموى متقلب المظهر، يبدو في بعض الأحيان بعلامات واعراض تدل على تشخيصات لاعضاء وأجهزة أخرى في الجسم، وكثير من العلامات والأعراض التالية غير شائعة، ومعظم المرضى الذين يعانون بشكل وراثي من داء الاصطباغ الدموى لا تظهر عليهم أي علامات لمرض صريح كما أنها لا تعاني من اعتلال سابق لأوانه.
الثالوث الكلاسيكي من تليف الكبد والجلد البرونزى والسكري ليست اعراض عامه تظهر التشخيص المبكر.
المظاهر السريرية العامة تشمل ما يلى:-
- الإجهاد.
- التوعك
- تليف كبدى (مع زيادة مخاطر سرطان الكبد وسرطان الغدد) امرض الكبد يستدل عليها دائما باختلال وظائف الكبد التي تشمل تقييم انزيمات مصل المريض، كما يعانى المريض من الام اليرقان (اصفرار الجلد).
- مقاومة الأنسولين:{غلبافى الاشخصاص المصابون بداء السكرى من النوع المعتمد على الانسولين} يعزى للتلف الذي حدث لخلايا البنكرياس جراء ترسيب الحديد عليها
- ضعف الانتصاب وقصور في الغدد التناسلية، مما يؤدي إلى تناقص الرغبة الجنسية
- قصور القلب الاحتقاني، عدم انتظام ضربات القلب أو التهاب التامور
- التهاب مفاصل أليدين (وخاصة الثاني والثالث)ومفاصل الركبتين ومفاصل الكتفين
- اضرار بالغدة الكظرية يؤدي إلى قصور بالغدة الكظرية

مظاهر سريريه أقل شيوعا منها:-
- الصمم
- صعوبة الحركة مصحوب بأعراض الشلل الارتعاشي
- اختلال وظيفي في بعض أعضاء الغدد الصماء
  - فيالغدة جار الدرقية (مما يؤدي إلى نقص كالسيوم الدم)
  - في الغدة النخامية
- يكون لون الجلد رمادي-برونزى بصورة شائعة أو أقل شيوعا يكون اللون مظلم قاتم إلى مظلم (انظر تصبغ الجلد)، وبالتالي اسم السكري البرونزى الذي وصف من قبل ارماندتروزيو في عام 1865)
- ذياة التحسس للامراض الناتجة من اصابات الكائنات المجهريه مستخدمة الحديد:-
  - التهابات بكتيريه نتيجة اكل ماكولات بحريه أو التهابات الجروح
  - الجراثيم وحيدة الخلية
  - يرسينيا enterocolica
  - السالمونيلا enterica (المصلي Typhymurium) [10]
  - الكلِبْسيلَّةُ الرِّئَوِيَّة
  - الاشيريكيه القولونيه
  - فطر عفن الخبز
  - أنواع من الفطريات

وعادة ما يتم التشخيص في الذكور بعد الأربعينات والخمسينات، والنساء في وقت لاحق، وذلك بسبب فقدان الحديد من خلال الطمث (الذي ينقطع عند سن اليأس) حدة المرض السريرية في شكله الوراثي يختلف إلى حد كبير. وهناك أدلة تشير إلى أن مرضى الاصطباغ الدموى الوراثى يعانون من أمراض الكبد الأخرى مثل التهاب الكبد أو أمراض الكبد الكحولية، بصورة أسوأ من الذين يصابون بأمراض الكبدالغير وراثيه وحدها. وهناك أيضا أشكال من اصطباغات الدم الطفولية وراثيا التي توجدفي مرحلة الطفولة مع نفس النتائج من ذيادة الحديد.

## التشخيص
وغالبا ما يتم تشخيص داءالاصطباغ الدموى بعد العثور عرضة على فحص الدم الروتيني لارتفاع انزيمات الكبد في الدم أو ارتفاع تشبع الدم بالترانسفيرين. والام المفاصل مع تصلبها، والسكري، أو التعب، وقد يتقدم المريض بالشكوى.

### اختبارات الدم
قياس ترانسفيرين المصل والتشبع بالترانسفيرين هما الفحصان المستخدمان غالبا للكشف عن داءالاصطباغ الدموى. وتقع مسؤولية نقل الحديد في الدم على التراسيفيرين المرتبط بالحديد. لذلك قياس الترانسفيرين يعتبر قياس مبدئى لقياس الحديدالمخزون في الجسم. قياس تركيز الترانسيفيرين الصيامى الذي يزيد عن 45% للرجال أو النساء اللواتى وصلن سن الياس او35%في النساء اللواتى لم يصلن سن الياس يعرف بعتبة التقييم العليا للاصطباغ الدموى وإذا كان تركيز الترانسفيرين أكبر من 62 ٪ دل ذلك عن وجود طفرات في جينHFE نتجت من طفرات حدثت في اليلين متماثلين في الزيجوت
فيرتين المصل: هو بروتين تخليقى تنتجه الكبد وهو الشكل المبدئى لتخزين الحديد داخل الخلايا والأنسجة. قياس الفيريتين يعطى صورة مبدئيه لتقييم الحديد المخزون في كل أعضاء الجسم ويعطى تقييم شامل لمجمل مخزون الحديد في الجسم ورغم ذلك وجود بعض الحالات الالتهابيه يمكن ان ترفع الفيريتين.والقيم الطبيعية لفيرتين مصل الذكور تتراوح بين12-300 نانوغرام / مل (نانوجرام في المليلتر) وللإناث تتراوح بين 12-150 نانوغرام / مل. وإذا تجاوز فيريتين المصل1000 نانوجرام في المليلتر من الدم دل ذلك إلى وجود اصطباغ دموى شاذ.
واختبارات الدم الأخرى التي تجرى بشكل روتيني هي: عد كريات الدم، اختبار وظائف الكلى، واختبار انزيمات الكبد، قياس الالكتروليتات، قياس جلكوز الدم ومدى تحمل الجلكوز

### خزعة الكبد{ثقبه}

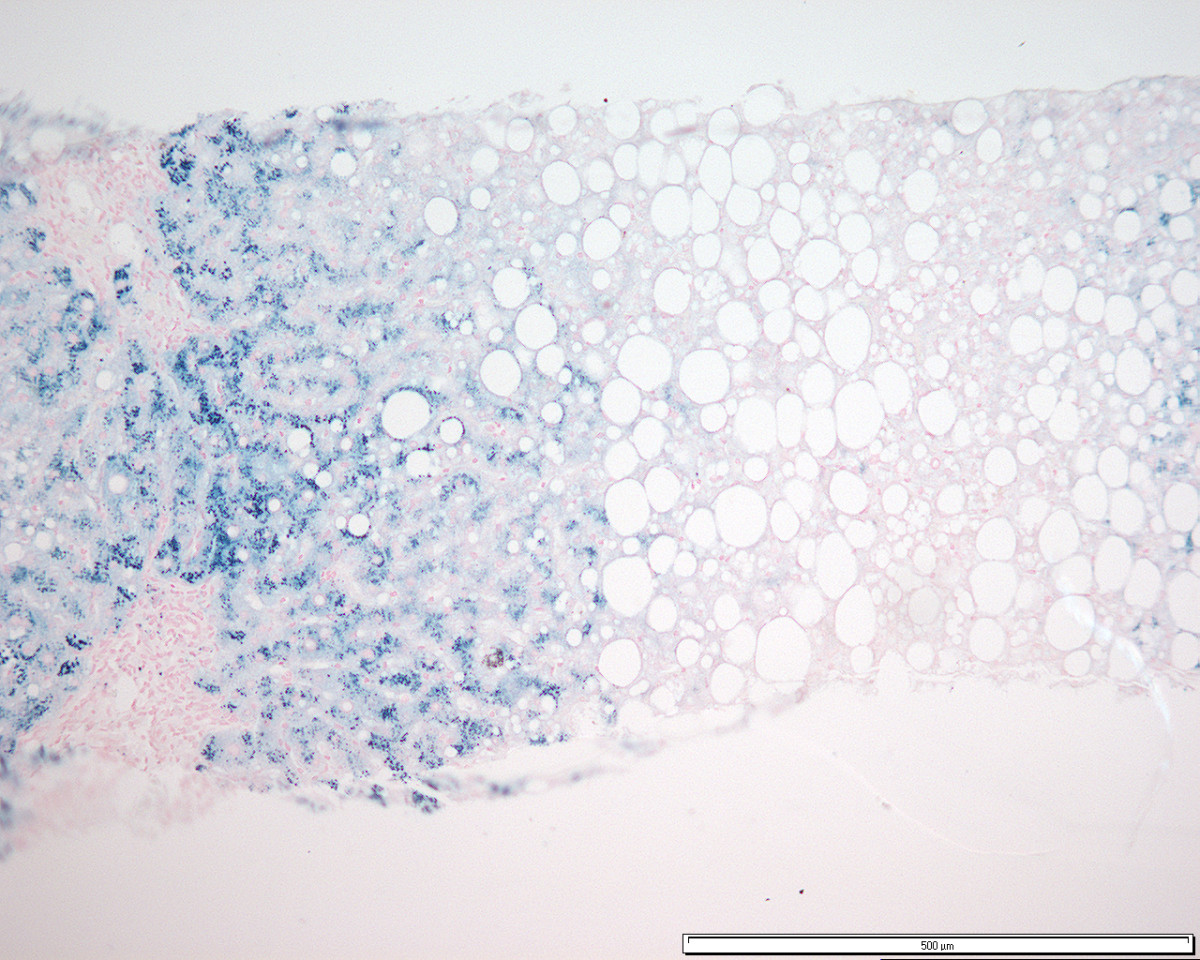
تضخيم 10x تراكم الحديد الذي أبداه تلطيخ الأزرق البروسي في المريض مع الاصطباغ الدموي (هيموكروماتوزيز الوراثية متماثلة اللواقح أجزاء من أنسجة طبيعية للنسيج الوردي موجودة بالكاد.

خزعة الكبد يعنى بها أخذ عينة من أنسجة الكبد، وذلك باستخدام إبرة رفيعة. وبمقارنة كمية الحديد في العينة بالمستوى الطبيعى له نستدل على مدى تلف الكبد وبالأخص تليفها، الفحص المجهري. في السابق كان الفحص المجهري الطريقة الوحيدة المستخدمة في تأكيد تشخيص الأصباغ الدموي ولكن حاليا قياس الترانسفيرين والفيرتين ومعرفة التاريخ الوراثي للمريض يعتبران كافيان لوجود العلة. ومخاطر الخزعة تتمثل في الكدمات والنزيف والإصابة بالعدوى. وعندما اتضح الآن أن التاريخ الوراثي للمريض وقياس الترانسفيرين والفيرتين يعطيا تثخيص مقبول لمرض الأصباغ الدموي الشاذ. أصبح أخذ خزعة الكبد أمر مختلف عليه ما إذا كان ضروري أو غير ضرورى لتحديد كمية الحديد المتراكم في الجسم.

### التصوير بالرنين المغناطيسي
المسح الحديدى يبنى على قاعدة التصوير بالرنين المغناطيسي دون تدخل جراحى للقياس الدقيق لتراكيز الحديد في الكبد وهو أكثر أمانا وأرخص تكلفة من خزعة الكبد، ولاتوجد به مشكلات اختلاف النتائج ويمكن ان يجرى بصورة متكررة خلافا لخزعات الكبد. وهو حائز على موافقة الجهات الرسمية في كل من الولايات الأمريكية المتحدة وكندا ودول أوروبا وأستراليا واجراءه يستغرق حوالى 10 دقائق ولايتطلب أي عوامل تساعد في التوضيح ويمكن أن يكون سريعا وبسهولة في معظم الماسحات الضوئيه 1,5 تى للتصوير بالرنين المغناطيسى

### تصوير طبى اخر
سريريا قدلاتظهر عاى المريض الاعراض ولكن الملامح الإشعاعية المميزة قد تشير إلى التشخيص. ذيادة مخزون الحديد في الأجهزة المعنية، وخاصة في الكبد والبنكرياس يؤدي إلى نتائج مميزة في التصوير المقطعي غير المحسن وقلة كثافة الإشارة في التصوير بالرنين المغنطيسي. اعتلال المفاصل الناجم عن الاطباغ الدموى يشمل:- التنكسية، هشاشة العظام وتكلس الغضاريف{النقرس الكاذب} انتشاراعتلال المفاصل متميز، ولكنه ليس محدد، مما يؤثر في كثير من الأحيان على مفاصل الاصبع الثاني والثالث لليد. والاعتلال المفاصلى يعطى مؤشر مبكرا على تشخيص الاصطباغ الدموى.

### الاختبار الوظيفي
استنادا إلى التاريخ الوراثى للفرد، قد يضطرالطبيب لاجراء اختبارات معينه لرصد أي خلل بالجهاز، مثل رسم القلب باستخدام جهاز تخطيط القلب، أو لقياس جلكوز الدم لمرضى الأصباغ الدموى السكرى.

### التشخيص التمايزى {التفاضلى}
توجد أسباب أخرى لتراكم الحديد الزائد، والتي يجب النظر فيها قبل أن يتم تشخيص الاصطباغ الدموى منها:-
- الحمل الافريقى الذائد للحديد، كان يعرف سابقا با البانتيو سيدروزيز، وقد لوحظ المرض أول مره في الافارقة الذين ينحدرون من اصول جنوب افريقيه، ويرمى باللوم في ذلك إلى استخدام البراميل غير المجلفنه {غيرالمطلية بطبقة الزنك}المستخدمة لحفظ البيره المصنه في المنازل{المريسة} مما أدى لذيادة الاكسدة وبالتالى ذيادة تركيزالحديد في البيره. وعلاوة على ذلك أظهرت البحوث أن بعض الناس الذين يشربون هذا النوع من البيرة توجد بهم متلازمة الحديد الزائد، ونفس هذه المتلازمة توجد في المنحدرين من أصل أفريقي الذين ليس لديهم أي تعامل مع هذا النوع من البيرة {على سبيل المثال الأمريكيين من أصل أفريقى}. وهذا الامر قاد الباحثين إلى اكتشاف التعدد الشكلى الجينى في الجين المختص بتكوين البروتين الحديدى الذي يمهد لمرحلة ارتفاع تركيز الحديدفى اجسام بعض الناس المنحدرين من أصل أفريقي.
- نقل الهيموسيدروسيز هو تراكم الحديد بصورة رئيسية في الكبد، في المرضى الذين يتلقون نقل دم متكررة (مثل المصابون بالثلاسيميا).
- التكوين الشاذ لكريات الدم الحمراء {Dyserythropoeisis}، المعروف أيضا باسم متلازمة خلل التنسج النخاعى وهو اضطراب في إنتاج خلايا الدم الحمراء. وهذا يؤدي إلى زيادة إعادة تدوير الحديد من نخاع العظام وتراكمه في الكبد.

## نهاية تدمير العضو
يتم تخزين الحديد في الكبد والبنكرياس والقلب. ونتائج المدى الطويل لتاثير مرض الاصطباغ الدموى وخيمة على تلك الأعضاء وقد يؤدى للوفاة إذا لم يعالج المريض. وعلى سبيل المثال، يسبب الاصطباغ الدموى تليف للكبد مثلما يعمل إدمان الكحول. الكبد هوالمكان الرئيسي لتخزين الحديد، لذى يتراكم فيها الحديد الذائد بشكل طبيعى. ومع مرور الوقت فقد يتلف الكبد نتيجة وجود الحديد الزائد. تليف الكبد قد يؤدي إلى مضاعفات اضافية خطيرة بما في ذلك حدوث نزيف من الأوردة المتسعة في المريء وفي المعدة (فنتج عنه الدوالي)، واحتجاز السوائل بشكل حاد في البطن (يسبب الاستسقاء). قد تتراكم السموم في الدم وتؤثر على الوظائف الذهنية في نهاية المطاف. مما يؤدي إلى الارتباك أو حتى الغيبوبة (اعتلال الدماغ الكبدي).
سرطان الكبد: تليف الكبدوالاصطباغ الدموى معا يزيدان من مخاطر الإصابة بسرطان الكبد. (ما يقرب من ثلث الأشخاص الذين يعانون من تليف الكبد والاصطباغ الدموى يصابون في نهاية المطاف بسرطان الكبد.)
مرض السكري: البنكرياس أيضا يخزن الحديدوهو ذو اهمية بالغة لعمليات استقلاب السكر في الجسم. مرض السكري يؤثر على الطريقة التي يستخدمها الجسم في استخدامه لسكرالدم (الجلوكوز). مرض السكري هو السبب الرئيسي للعمى في البالغين ويمكن أن يشارك في الفشل الكلوي وأمراض القلب والأوعية الدموية.
قصور القلب الاحتقاني: إذا تداخل الحديد الزائد في القلب مع قدرة القلب على تعميم ما يكفي من الدم، يحدث عدد من المشاكل تسبب الوفاة. وقد يعافى المريض إذا عولج من الاصطباغ الدموى وانخفض مخزون الحديد الزائد.
اضطرابات انتظام القلب: التنيظم غير الطبيعي للقلب اوعدم انتظام ضرباته القلب تسبب خفقان القلب وألم في الصدر والدوار الخفيف، وأحيانا تهدد الحياة. وقد لايحدث شى من هذا إذا عولج المريض.
تلون الجلد:: يتلون الجلد باللون البرونزى اوالرمادى نتيجة لاذدياد ترسيب صبغ الميلانين مع ترسيب الحديد عليه.

## العلاج

### الفصد
التشخيص المبكر مهم جدا لأن آثار تراكم الحديد يمكن ازالتها بالفصد المستمر{فصد الوريد}مقارنه بما ياتى من حديد عن طريق الدم. وتبدأالمعاله عندما تصل مستويات الفيرتين في الدم{إلى 300}ملجم لكل لتر{اوالى 200 ملجم لكل لتر في النساء اللاتي لم يصلن سن اليأس}.
كل كيس من الدم (450-500 مل) يحتوي على 200-250 ملجم من الحديد. ويتم الفصد (أو إراقة الدماء) عادة في ظرف اسبوع حتى تصل مستويات الفيرتين في الدم إلى أقل من 20 ملجم لكل لتر. بعد ذلك يطلب من المريض التبرع بالدم سنويا من 1-6 مرات بهدف الحفاظ على توازن الحديد.

### ميثيلات الديسفيروكسامين Desferrioxamine mesilate
وعندما يتعزر الفصد الوريدى، يتم العلاج لمدى طويل بميثيلات الديسفيريوكسامين وهو مركب الحديدالكلابى الذي يحثه فيتامين ج لطرح الفضلات خارج الجسم ولا يستخدم علاجا أثناء الحمل أو فترة الأرضاع خوفا من المخاطر التي يمكن ان يسببها للطفل.

### علاج العضو التالف
- علاج العضو التالف (فشل القلب مصحوب بادرار للبول وانزيم قشرة الكظريه ايس المثبط للعلاج)

### النظم الغذائية
- الحد من تناول المشروبات الكحولية والغذاء الغنى بفيتامين ج (الذي يؤدى لزيادة امتصاص الحديد في الأمعاء الغليظة)، واللحوم الحمراء (لانها غنية بالحديد)، والموادالمحتملة للتسمم الغذائي }(كالمحار.وبقية المأكولات البحرية).
- ذيادة تناول المواد التي تمنع امتصاص الحديد مثل الشاي لاحتوائه على تراكيز عالية من حمض التانيك والكالسيوم، والأطعمة التي تحتوي على حامض الأكساليك وحمض الفايتك (مثل الكرنب والتي يجب أن تستهلك في نفس الوقت الذي تكون فيه مانعات امتصاص الحديد فعالة).

## الفحص الكشفي
تدابير التشخيص القياسية للاصطباغ الدموى.تشبع الترانسفيرين واختبارات الفيرتين ليست جزءا من الفحوص الطبية الروتينية. لذلك يطلب الفحص الكشفى للمريض إذا كان أحد الوالدين، أو الابن أو الأخ أو الأخت مصاب بالمرض.
الفحص الروتينى لمرض الاصطباغ الدموى الوراثى لعامة السكان لم يجر بعد. وقد تم تقييم شامل للفحص الجيني من قبل مجموعة علماء الولايات المتحدة للعمل الوقائي والخدمات الشاقة (0USPSTF)، وبين المجموعات الأخرى. وقدأوصت {USPSTF} باجراء الفحص الجيني لمرص الاصطباغ الدموى الوراثى لعامة السكان لان احتمال اكتشاف المرض في المرضى الذين تظهر عليهم اعراض ذيادة تراكم الحديدأقل من 1 في 1000. وبالرغم من وجود أدلة قوية على أن العلاج من الحديد الزائد يمكن أن ينقذ حياة الذين اصيبوا بالمرضى جراء عمليات نقل دم مشبع بالحديد، لم تظهر الدراسة السريرية ان للمعالجة {بالفصد} أي فائدة سريريه لحاملى اعراض المرض وراثيا.وأخيرا اقترح اسخدام فيرتين المصل كمؤشر لفحص المرضى الحاملين للحديد الذائد. فاذا ذاد فيرتين المصل عن1000 نانوجرام /ملل دل ذلك على احتمال ان الحديد الذائد هو السبب.

## علم الأوبئة
الاصطباغ الدموى هو أحد الحالات الوراثية الأكثر شيوعا في سكان شمال أوروبا الاصليين بمعدل انتشار 1 في كل200.نسمه وللمرض مظاهر مختلفه وحوالي 1 في كل10 من الجمهور يصاب بالمرض نتيجة لطفرة في أحد الجينات التي تنظم استقلاب الحديد، فيصير الاليل الحامل لجين HFE هو الأليل C282Y معدل انتشار الطفرات في جينات أيض الحديد يختلف في مختلف قطاعات السكان. وفي دراسة ل3011 شخص استرالى وجد أن 14 ٪ منهم مختلفى اللواقح حاملي طفرة HFE، و 0.5 ٪ منهم متماثلى اللواقح حاملى طفرة HFE، وفقط 0.25 ٪ من الذين شملتهم الدراسة كا نت تظهر عليهم الاعراض السريريه للحديد الزائد. معظم المرضى متماثلى اللواقح لطفرة HFE لا تظهرعليهم الاعراض السريريه للمرض { انظر الوراثة ادناه} مجموعة أخرى من السكان لها معدل انتشار قليل تحمل على حد سواء طفرات جينيه واعراض سري.
وتشير الدراسات الوراثية إلى الاصل الذي نشات منه الطفرة المسببه للمرض في الفرد، وربما من العرق الكيلتي، الذي عاش منذ 60-70 من الأجيال الماضية. في ذاك الوقت الذي يقل فيه استخدم التغذية بالمواد التي يندر فيها الحديد مما هو عليه اليوم ووجود طفرات بالأليل ربما قدم للانتقاء الطبيعي ميزة إنتاج متقدم من خلال الحفاظ على مستويات أعلى من الحديد في الدم.

## الوراثيات
عمليه تنظيم امتصاص الحديد الغذائي عملية معقدة وفهمنالها ليس كاملا. والجين المسؤل وراثيا عن احداث مرض الاصطباغ الدموى هو HFE المحمول على كروموسوم6الذي يختص بالبروتين المشارك في تنظيم امتصاص الحديد. للجين HFE اليلين مشتركين هما C282Yو H63D. والأليل C282Y هو نقطة تحول الجوانين إلى الادينين في نيوكليوتيدة 845 في الجين HFE , مسببه طفرة مغلظة يتبادل السستين موقعه 282 مع الحمض الامينى التيروسين. واما الاليل مختلف اللواقح لا يظهر اعراض الحديد الزائد سريريا ولكنه قديكون عرض لامتصاص الحديد الزائد. 90%من طفرات الجين HFE لانتج من عمليات نقل دم ذوحديد ذائد. وهذا الجين ذو ارتباط وثيق بموضع مستضدات الكريات الدموية البيضاء وطفرة اللاقحة المتماثلة لاليل C282Y مسؤولة عن تراكم الحديدسريريا.وأيضا طفرة اللاقحة المختلفة مشتركة الاليلين C282Y/H63D ، تسبب مرض الحديد الزائد سريريا. هناك نقاشا واسعا بشأن احتمال الانطباعات السريرية للسمة وبالنظر إلى النمط الوراثي للمرض في متماثل اللاقحة HHC. معظم إذا لم يكن كل الذكور متماثلة اللواقح بالنسبة C282Y HFE تظهر مظاهر اختلال وظيفي في الكبد، مثل ارتفاع انزيمات الكبد مثل جاماجلوتامى ترانسيفير المصل (GGT)في وفت متاخر من منتصف العمر. وفي النساء متماثلات اللواقح يمكن أن يتأخر ظهور تراكم الحديد بسبب فقدان الحديد من خلال الحيض. كل مرضى الأنماط الوراثيه عرضة لتراكم الحديد بمستويات مختلفة تبعا لكميات الحديد المتناولة، والطبيعة الحقيقية للطفرة، وجوداى تلف بالكبد مثل تناول الكحول والأمراض الفيروسية. كما أن مدى تاثر الكبد والأعضاء الأخرى وسرعة تاثرها يعتمد على مثل هذه العوامل، وأيضا السن التي اجريت فيها الدراسة عن المرض. ووجود المرض يختلف بين مختلف قطاعات السكان.

## وصلات خارجية
- FerriScan -- اختبار التصوير بالرنين المغناطيسي على أساس قياس الحديد الزائد نسخة محفوظة 21 فبراير 2012 على موقع واي باك مشين.
- GeneReview / المعاهد الوطنية للصحة دخول اتحاد الحرية / على HFE الوراثية المرتبطة الاصطباغ الدموي (هيموكروماتوز
- داء الاصطباغ الدموي الوراثي على مشروع الدليل المفتوح